# Флаг Сургута
Флаг муниципального образования городской округ город Сургу́т Ханты-Мансийского автономного округа — Югры Тюменской области Российской Федерации.
Флаг утверждён 25 апреля 2005 года решением городской думы города Сургут.

## Описание
«Флаг муниципального образования городской округ город Сургут представляет собой прямоугольное полотнище с соотношением ширины к длине 2:3, в центре которого на золотом фоне лисица с серебряным концом хвоста, идущая по лазоревой земле».